# Gröndal, Esbo

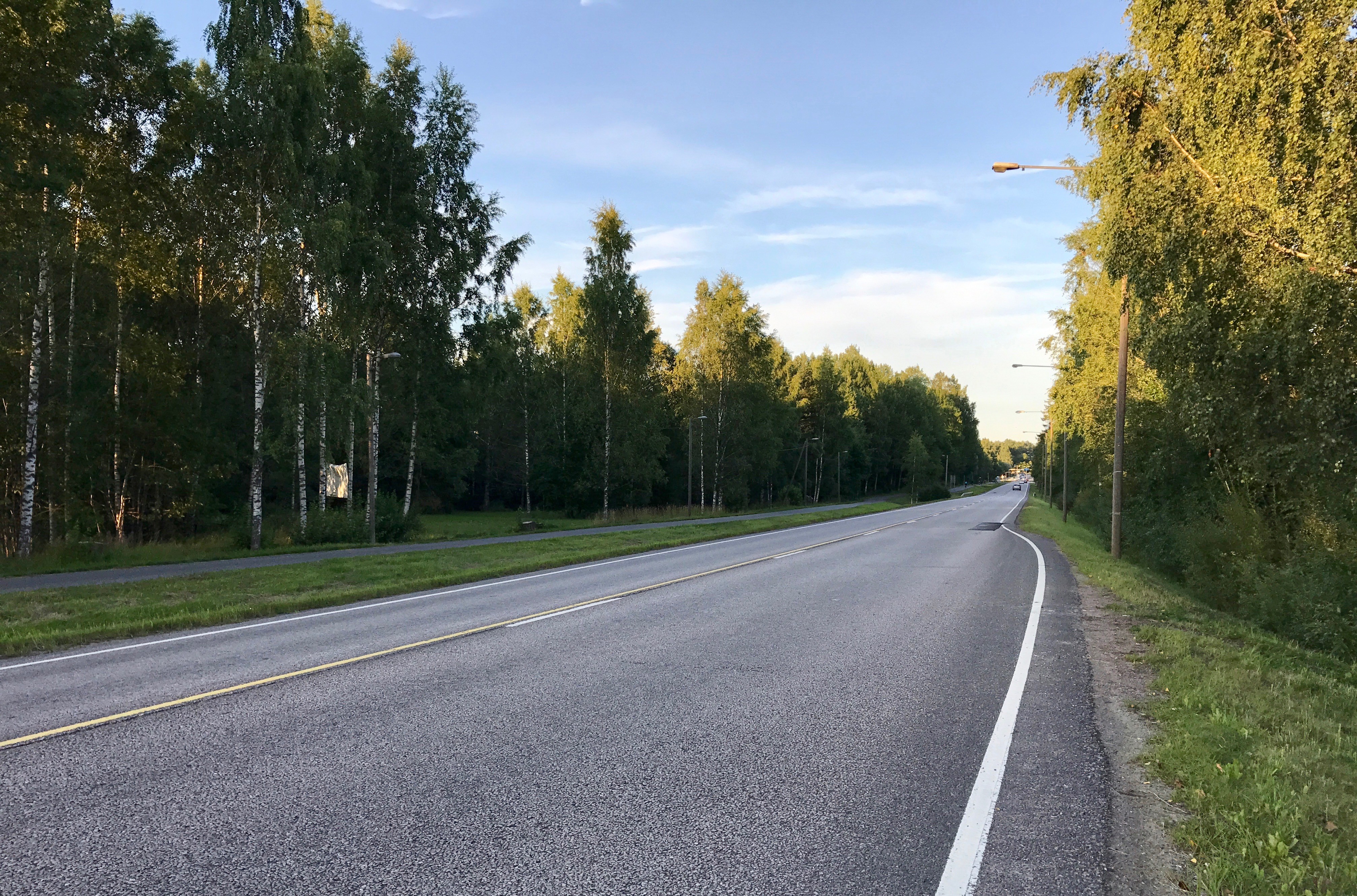
Åbovägen genom Gröndal

Gröndal (finska: Viherlaakso) är en stadsdel i Esbo stad och hör administrativt till Stor-Alberga storområde. 
Gröndal har fått sitt namn av ett torp med samma namn.
Det finns ett litet köpcentrum, ett bibliotek, två seniorhus och en badstrand vid sjön Klappträsk. I Gröndal finns också en finskspråkig grundskola och ett finskspråkigt gymnasium.